# (G)Old & New
(G)Old & New es el segundo y último álbum de estudio del girl group estadounidense The Ikettes. Fue publicado en enero de 1974 por United Artists Records. El álbum se realizó debido a la demanda popular, a través de solicitudes a United Artists, para un álbum de Ikettes.

## Recepción de la crítica
Un escritor no especificado de la revista Cash Box señaló que “una de las razones por las que el acto escénico de Ike and Tina Turner es tan dinámico es la presencia de las magníficas Ikettes, que brillan como el oro en esta colección de material que abarca una variedad de éxitos”. Un escritor no especificado de la revista Billboard describió (G)Old & New como “una colección de soul fuerte y dinámica”.

## Lista de canciones
| Lado uno |                               |                                            |          |  |
| N.º      | Título                        | Escritor(es)                               | Duración |  |
| 1.       | «Someday We'll Be Together»   | Johnny Bristol Jackey Beavers Harvey Fuqua | 3:11     |  |
| 2.       | «Will It Go Round in Circles» | Billy Preston Bruce Fisher                 | 3:28     |  |
| 3.       | «Listen to the Music»         | Tom Johnston                               | 2:58     |  |
| 4.       | «I Gotcha»                    | Joe Tex                                    | 3:13     |  |
| 5.       | «Peaches 'n' Cream»           | Tommy Boyce Steve Venet                    | 2:30     |  |

| Lado dos |                     |                                           |          |  |
| N.º      | Título              | Escritor(es)                              | Duración |  |
| 1.       | «Come See About Me» | Brian Holland Lamont Dozier Eddie Holland | 2:54     |  |
| 2.       | «Da Doo Ron Ron»    | Phil Spector Jeff Barry Ellie Greenwich   | 2:32     |  |
| 3.       | «Camel Walk»        | Ike Turner                                | 2:26     |  |
| 4.       | «I'm So Thankful»   | Frank Wilson Marc Gordon                  | 2:55     |  |
| 5.       | «I'm Blue»          | Turner                                    | 3:48     |  |

## Créditos y personal
Créditos adaptados desde las notas de álbum de (G)Old & New.
Personal técnico
- Ike & Tina Turner – productores
- Jackie Clark – productor
- Lloyd Ziff – diseño de portada
- Mick Haggerty – ilustración
- Mike Salisbury – director artístico